# Tecnología financiera

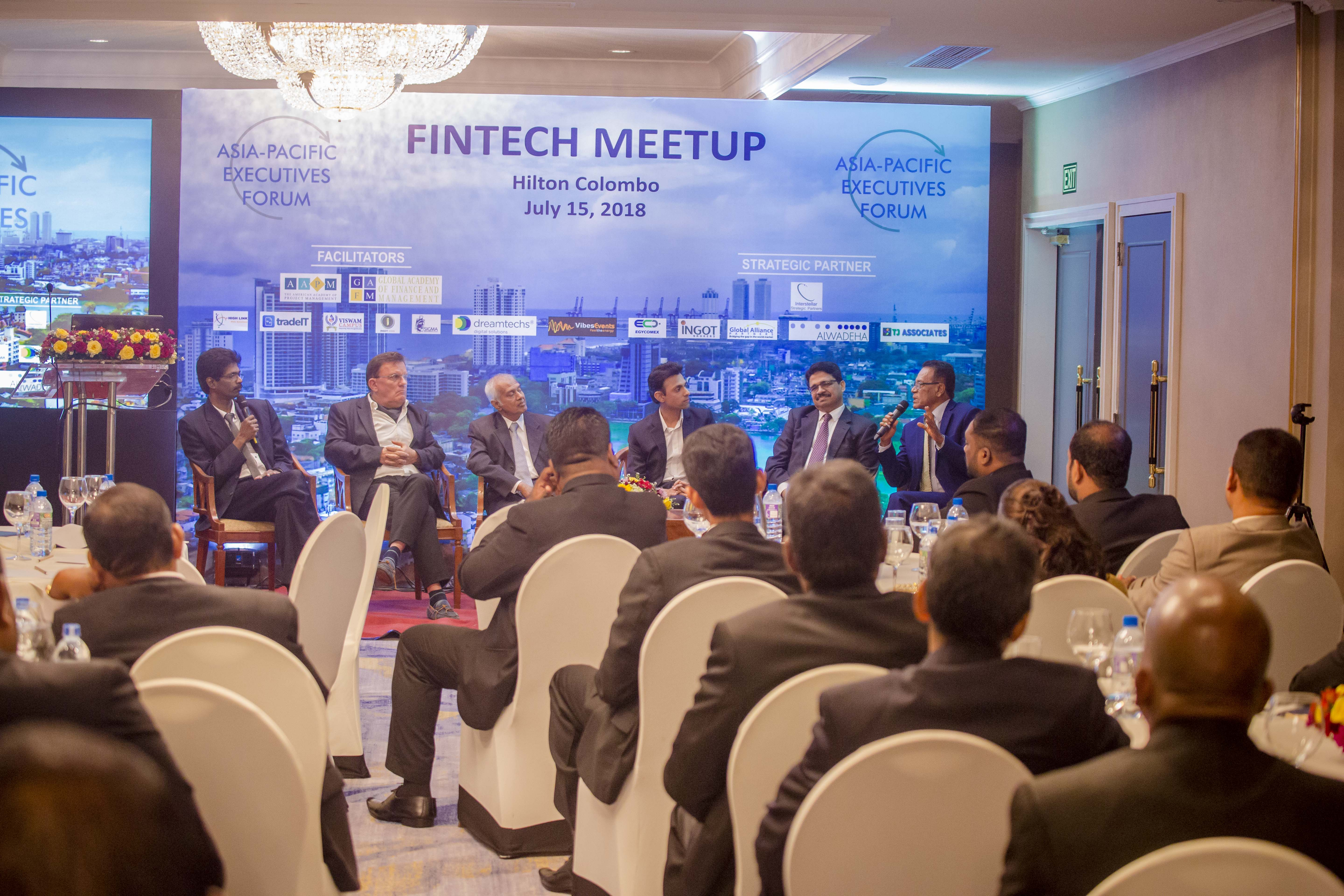
Encuentro fintech en Sri Lanka, año 2018.

La fintech, fintec o tecnología financiera (del inglés financial technology) es una industria financiera que aplica nuevas tecnologías a actividades financieras y de inversión. Las fintech son las nuevas aplicaciones, procesos, productos o modelos de negocios en la industria de los servicios financieros, compuestos de uno o más servicios financieros complementarios y puestos a disposición del público vía Internet. Un ejemplo puede ser el incluir con la compra por internet la financiación simultánea de la misma.
Las fintech ofrecen herramientas tecnológicas que ayudan a la realización de actos jurídicos relacionados con el dinero de forma eficiente, sencilla, y con costos razonables, que se divide en cuatro segmentos: 
1. Herramientas de operación y medios de pago
2. Conocimiento del cliente y big data
3. Seguridad e identificación de personas
4. Dinero electrónico

Las fintech son generalmente startups expertas en nuevas tecnologías que quieren captar parte del mercado dominado por grandes empresas (en su mayoría bancos), que a menudo son lentas y poco innovadoras en la adopción de nuevas tecnologías.
Las fintech ofrecen servicios a lo largo de la cadena de valor existente de los bancos. Así, las fintechs pueden clasificarse según la principal gama de servicios que ofrecen los bancos: 1. cuentas y pagos (paytechs, criptomoneda, gestión de finanzas personales), 2. inversión (robo advisory, ahorro, social trading, fintechs de pensiones), 3. financiación (crédito, crowdfunding, factoring), 4. servicios y herramientas (plataformas de comparación, identificación, blockchain, inteligencia artificial), 5. seguros (insurtechs), 6. servicios inmobiliarios (proptechs).

## Evolución del FinTech
El periodo entre 1886-1997, marcado por el nacimiento de la globalización financiera, las tecnologías como el telégrafo y avances en transporte permitieron la rápida difusión de información financiera a nivel mundial.
Sin embargo, no fue hasta 1967, que comenzamos a ver una fuerte transición de analógico a digital por instituciones financieras. A principios de la década de los 1970 se estableció el NASDAQ; por otro lado, la creación del SWIFT en 1973 logró una mayor digitalización de los bancos.Durante este periodo, algunos emprendedores notaron una oportunidad en crear instituciones financieras con menores costos de operación y menor regulación comparado con las instituciones tradicionales.De esta manera, surgieron productos financieros enfocados en la experiencia digital del usuario.
Tras la crisis de 2008, la desconfianza pública en la banca tradicional propició un ambiente listo para la innovación. Este periodo vio un auge en las start-ups de fintech desafiando normas bancarias tradicionales, el lanzamiento de Bitcoin en 2009, y soluciones de pago digital como Google Wallet (2011) y Apple Pay (2014).
Para el año 2011, la banca digital ya era común en Estados Unidos, con más del 50% de estadounidenses mayores a 55 años reportando preferirla sobre las visitas a las sucursales.
Hoy en día vemos cada vez más innovaciones en el sector FinTech, entre ellas la creación de neobancos, la incorporación de NFTs, diferentes soluciones de pago y aplicaciones de aprendizaje de máquina en la industria financiera.

## Áreas clave
La tecnología financiera ha sido usada para automatizar la administración de seguros, negociación bursátil y gestión del riesgo.
Los servicios podrían originarse de varios proveedores de servicios independientes incluyendo al menos un banco o seguro autorizado. La interconexión es mediante APIs abiertas y la banca abierta y soportado por regulaciones gubernamentales como la European Payment Services Directive.
En el trading del mercado de capitales, las innovadoras plataformas de trading electrónicas, facilitan las inversiones online y en tiempo real. Las redes de Trading Social, permiten a los inversores observar el comportamiento que tienen sus compañeros y los traders expertos a la hora de invertir. De esta manera, pueden seguir sus estrategias de inversión en el cambio de divisas y en los mercados de valores. Las plataformas, que requieren de poco o ningún conocimiento acerca de los mercados financieros, han sido calificadas por el Foro Económico Mundial como disruptivas y «alternativas sofisticadas de bajo costo de los asesores de patrimonio tradicionales».
Los Robo-advisors, o también conocidos como gestores automatizados, son una clase de asesores financieros automatizados que proveen consejos financieros o una gestión de inversión online, con una mínima o moderada intervención humana. Proveen consejos financieros digitales basados en leyes matemáticas o algoritmos. De este modo, pueden proporcionar una alternativa de bajo costo respecto a los consejos humanos.
La inversión global en tecnología financiera se incrementó más de un 2.200% de 930 millones de dólares en 2008 a más de 22.000 millones en 2015. La naciente industria de la tecnología financiera en Londres ha visto un rápido crecimiento en los últimos años, de acuerdo con la Oficina del Alcalde de Londres. El 50% de la fuerza de trabajo de Londres está empleada en servicios financieros y de tecnología. Y el crecimiento no ha terminado. En los primeros 6 meses de 2018, la inversión global en fintech (entre Capital Riesgo, Capital Privado y M&A) fue excepcional, en parte por dos grandes acuerdos: la compra de WorldPay por valor de 12,9 mil millones de dólares por parte de Vantinv, y los 14 mil millones de dólares recaudados por Ant Financial para la ronda de financiación de Capital Riesgo. A mediados de 2018, la financiación ya ha excedido el importe total de la financiación obtenida para el fintech en 2017 (alcanzando los 57,9 mil millones de dólares en 875 transacciones) y va por buen camino para superar el máximo de 2015.
La automatización robótica de procesos es una tecnología de inteligencia artificial que se centra en la automatización de tareas repetitivas específicas. RPA ayuda a procesar información financiera, como cuentas por pagar y por cobrar, de manera más eficiente que el proceso manual y, a menudo, con mayor precisión.
En 2014, se invirtieron 1,5 mil millones de dólares en empresas de tecnología financiera en Europa. Las empresas con sede en Londres, recibieron 539 millones de dólares en inversión, las empresas con sede en Ámsterdam, 306 millones de dólares, y las empresas con sede en Estocolmo, 266 millones de dólares. Este reparto no ha cambiado mucho en 2018. Fuera de los 26 mil millones de dólares que se invirtieron en Europa, el Reino Unido todavía sigue en primer lugar con 16 mil millones de dólares invertidos en fintech en la primera mitad del año 2018. Después de Londres, Estocolmo es la segunda ciudad con más financiación en los últimos 10 años en Europa. Los acuerdos de fintech Europeos alcanzaron su máximo en el quinto trimestre, aumentando de los 37 en el cuarto trimestre de 2015 a los 47 en el primer trimestre de 2016. La Unión Europea todavía fomenta el desarrollo y la innovación del sector, adoptando continuamente nuevas directrices y regulaciones (en 2018 puso en vigor la PSD2 y la RGPD). Lituania está empezando a convertirse en el centro para las empresas de tecnología financiera en Europa del Norte desde la salida de Reino Unido de la Unión Europea. De acuerdo a las estadísticas, a finales de 2017 Lituania tenía 117 acuerdos fintech, comparado con los 45 en 2013. Concedió 35 nuevas licencias en 2017.
En la región de Asia-Pacífico, el crecimiento será visto en un nuevo hub de tecnología financiera que será abierto en Sídney en abril de 2015. De acuerdo con KPMG, el sector de los servicios financieros de Sídney en 2017 crea el 9% del PIB nacional y más grande que el sector de los servicios de Honk Kong o Singapur. Un laboratorio de tecnología financiera fue lanzado en Honk Kong en 2015. En 2015, la Autoridad Monetaria de Singapur lanzó una iniciativa denominada fintech and Information Group para atraer a empresas de todo el mundo, y se comprometió a invertir 225 millones de dólares en el sector fintech en los próximos cinco años. Equipo de red 
En el ámbito de la financiación, las plataformas digitales han ganado terreno como canal alternativo para acceder a préstamos personales, microcréditos o anticipos de nómina. Estas soluciones se apoyan en tecnologías de evaluación automatizada, verificación instantánea de datos y procesos sin papeleo, permitiendo una experiencia ágil desde la solicitud hasta la recepción del dinero. Su desarrollo ha sido clave para la inclusión financiera de usuarios con un historial crediticio limitado o sin acceso a productos bancarios tradicionales. También han surgido agregadores que permiten comparar condiciones entre diferentes prestamistas, incrementando la transparencia y la competencia del mercado.

## Panorama

### Argentina
En Argentina el panorama es nuevo y prometedor. Según la Cámara Argentina fintech en su informe sobre el ecosistema fintech argentino, las verticales que más se han desarrollado en Argentina incluyen a pagos (48%), créditos (38%), soluciones financieras (18%), servicios para empresas (15%) e inversiones (12%). Así se desprende del último mapa elaborado por Finnovating (la plataforma que busca unir fintechs con empresas y asociaciones).
Las verticales que aún se encuentran por debajo del 10% del ecosistema son seguros (5%), divisas (4%), bancos digitales (3%), productos financieros (3%), finanzas personales (3%) y regtech (2%). En Argentina, la mitad de las organizaciones del sector financiero ya están asociadas con un desarrollo tecnológico fintech y superan el 80% las que esperan estarlo en los próximos 3 años. Sumado a una participación activa del Banco Central de la República Argentina (BCRA) que atendiendo a esta nueva demanda emitió una serie de normas relacionadas con la apertura de cuentas no presenciales, creación de DEBIN, nuevos medios de pago, modelos de evaluación crediticia para personas y PYMEs (Pequeñas Y Medianas Empresas).
En el año 2019 se contabilizaron 151 fintech argentinas hasta el mes de agosto, contra 133 en el 2018, 95 en el 2017 y 60 en el 2016.

### España
Según el Informe fintech publicado en junio de 2015 por la empresa Captio y ASSET (Asociación Española de Financieros de Empresa), el término fintech no es conocido por el 66,7% de los profesionales del sector. Pero, según el informe, el conocimiento teórico de lo que es fintech y el interés por este no implica su utilización práctica, al igual que el desconocimiento del término tampoco implica que no se utilice. El 46,2% de los profesionales de las finanzas en España utilizan algún tipo de software o producto fintech en su empresa.
El informe detalla que para el 54,6% de los profesionales de las finanzas, la principal ventaja de la utilización de fintech es lograr unos procesos o gestiones más eficientes para su empresa. El ahorro de tiempo (50,9%) y la inmediatez (41%) son también algunos de los motivos más habituales.
En cambio, los profesionales de las finanzas que no recurren a productos o servicios fintech argumentan en un 51,6% que no lo hacen por no saber cómo puede ayudar a su empresa un producto de este tipo. El 38,9% dicen no utilizar fintech por no conocer ofertas concretas que sean interesantes o que se adapten a las necesidades de la empresa. Solamente el 4% de los que no invierten en fintech no lo hacen por considerarlo un gasto innecesario. El 5,5% dice tener otros motivos.

### México
Desde el siglo pasado en México han existido empresas consideradas fintech como EGLOBAL, PROSA, TMSourcing y las empresas relacionadas con la Bolsa Mexicana de Valores como son BURSATEC, MEXDER, entre otras; y en el siglo XXI se consolidan las empresas como Buró de Crédito, y Círculo de Crédito con el tema de BIG DATA, y figuras jurídicas como la Sociedad Financiera de Objeto Múltiple consolidan la filosofía hoy llamada fintech. México es el país con mayor número de empresas fintech de toda Latinoamérica con 158 startups, seguidos por Brasil con 130 y Colombia con 77.
A pesar de tener el mayor acervo, el crecimiento de este sector es muy grande siendo de 24% en 2016 y está proyectado a que sea aún mayor captando parte del mercado bancario que ha sido descuidado en este país. Se espera que en los próximos 10 años el sector capte hasta el 30% de la industria bancaria, que equivaldría a 9 mil millones de dólares americanos. Según la firma PwC, más del 20% de la industria de Servicios Financieros estará en riesgo debido al crecimiento exponencial de las empresas fintech en México.
Desde el año 2017, la Ley Fintech de México regula los pagos electrónicos, el financiamiento colectivo (crowdfunding), los activos virtuales y la asesoría financiera electrónica.
El 10 de septiembre de 2018, fueron publicadas las Disposiciones de carácter general para Regular las Instituciones de Tecnología Financiera (“Ley fintech”), las dirigida a las Instituciones de Fondos de Pago Electrónico, relativa a las disposiciones de carácter general aplicables a las operaciones de las Instituciones de Fondos de Pago Electrónico, lo que brinda un marco legal para que las instituciones de Tecnología financiera se constituyan y realicen sus operaciones. En 2021 el sector fintech Mexicano creció un 16% logrando un total de 512 compañías siendo la categoría de préstamos la principal en el país, seguido de pagos y remesas.

### Colombia
Desde el año 2017, Colombia empieza a tener mayor discusión sobre las implicaciones que tienen las empresas fintech para el país y el sistema financiero. La cantidad de eventos relacionados, junto con el lanzamiento de la asociación Colombia fintech en enero de ese año, no deja lugar a dudas del interés existente por soluciones financieras con uso extendido de la tecnología. La investigación realizada por Finnovista Radar en 2016 muestra que el 40% de las 77 empresas fintech colombianas se encuentran en las áreas de pagos y préstamos.
Por el lado del sector financiero tradicional en Colombia, este también ha mostrado interés en la innovación tecnológica de productos y canales transaccionales. En abril de 2017, el gremio de los bancos, Asobancaria, y el gremio de las empresas de tecnología, la Cámara Colombiana de Informática y Telecomunicaciones (CCIT), anunciaron su alianza que busca promover la acelerada integración del sistema financiero con las últimas innovaciones tecnológicas. Su producto inicial fue la primera investigación en el país que explora las tendencias de la disrupción digital en el sistema financiero colombiano, llamado “fintechgración: Oportunidad para un sistema financiero verdaderamente incluyente".
La alianza Asobancaria-CCIT tendría como fin promover la colaboración de los diferentes actores – banca, fintech y Gobierno – para que el país pueda gozar de los beneficios de un sistema financiero basado alrededor del uso tecnológico. Este propósito lo acuñaron como “fintechgración”. En este mismo contexto, informes recientes sobre tendencias en gestión de gastos de empresa en 2024 , elaborado por Tickelia, destacan cómo la digitalización, la sostenibilidad y las soluciones fintech se integran progresivamente en la operativa empresarial, reforzando la transformación del ecosistema financiero colombiano.

### Chile
Chile tiene una historia de desarrollo tecnológico financiero muy particular. En el año 1989, un grupo de bancos crea la Sociedad Interbancaria Administradora de Tarjetas de Crédito, hoy conocida como Transbank, logrando ser uno de los primeros países de Latinoamérica en contar con una red transaccional interbancaria que opere tarjetas de crédito. Luego de seis años, implementaron el sistema de pagos electrónicos de tarjetas de débito Redcompra, siendo evidentemente pioneros y líderes en el desarrollo fintech de la época. No obstante, el gran aporte que tuvo esta empresa en el desarrollo económico y social del país, su presencia en el mercado reviste un halo de controversia, pues durante décadas, fue la única empresa legalmente autorizada para operar y ofrecer este tipo de servicios, con lo cual ha sido calificada por algunos como un monopolio financiero. 
Al día de hoy, 2022, existe un proyecto de ley, denominada "LEY PARA PROMOVER LA COMPETENCIA E INCLUSIÓN FINANCIERA A TRAVÉS DE LA INNOVACIÓN Y TECNOLOGÍA EN LA PRESTACIÓN DE SERVICIOS FINANCIEROS" y conocido informalmente como "Ley Fintech Chile", a pesar de que no regula todo el marco en el cual intervienen las tecnologías financieras. El Proyecto de Ley (PDL) se divide en 2 partes: Ampliar el perímetro regulatorio de la CMF y crear un sistema de finanzas abiertas, que incluye la descarga de datos y la iniciación de pagos mediante interfaces de programación (APIs), inspirado en la PSD2. El perímetro regulatorio de la CMF se ampliará y quedarán bajo su marco de fiscalización cinco nuevos servicios: a) Plataformas de financiamiento colectivo (crowdfunding), ya sean para inversión u otorgar préstamos; b) Sistemas alternativos de transacción; c) Asesoría crediticia y de inversión; d) Custodia de instrumentos financieros; e) Enrutamiento de órdenes e intermediarios de instrumentos financieros. Los sistemas alternativos de transacción incluyen facturas, derivados y los activos financieros virtuales o criptoactivos. Hacienda definió a los criptoactivos como “la representación digital de unidades de valor, bienes o servicios, con excepción de dinero, ya sea en moneda nacional o divisas, que pueden ser transferidos, almacenados o intercambiados digitalmente”. Hacienda definió a los criptoactivos como “la representación digital de unidades de valor, bienes o servicios, con excepción de dinero, ya sea en moneda nacional o divisas, que pueden ser transferidos, almacenados o intercambiados digitalmente”.

#### Las exigencias
Para iniciar sus actividades las fintech deberán acreditar el cumplimiento de requisitos asociados al nivel de riesgo de sus servicios. Las exigencias son niveles de capital mínimos, constitución de garantías, gobierno corporativo, gestión de riesgo, entre otros. La CMF tendrá la atribución de dictar una norma de carácter general que podrá eximir el cumplimiento de las exigencias que establezca la ley de acuerdo al tipo de servicio que se ofrece, volumen de operaciones, número de clientes, y otros elementos adicionales. El proyecto establece que, alcanzando cierto nivel que definirá la CMF, las fintech deberán constituir un patrimonio mínimo de UF 5 mil o el 3% de los activos ponderados por riesgo. Las fintech que abarquen servicios de intermediación de instrumentos financieros, enrutamiento de órdenes o custodia de instrumentos financieros deberán constituir garantías y responder de culpa leve en la prestación de sus servicios. Los cinco sectores fintech también estarán bajo el paraguas de fiscalización de la Unidad de Análisis Financiero, quedando obligadas a reportar operaciones sospechosas de lavado de dinero o financiamiento al terrorismo. Se fija además que los bancos que ofrezcan cuentas corrientes “deberán establecer las condiciones públicas, objetivas, y no discriminatorias bajo las cuales ofrecerán y darán acceso a dichos servicios” a los cinco sectores regulados por la Ley fintech. En caso de no abrir una cuenta o cerrar, deberá justificar las razones. Las sanciones de la Ley Fintech contemplan penas que arrancan desde los 541 días de presidio.

#### Las stablecoins
Entre las modificaciones a otros cuerpos legales se incorpora extender la facultad al Banco Central sobre los pagos minoristas para que las stablecoins, que son criptoactivos asociados a una moneda, puedan considerarse como medio de pago si cumplen con los criterios definidos por el ente rector. El proyecto avanza en extender las atribuciones de la CMF para la fiscalización a los medios de pago que correspondan a stablecoins, como también el normar las exigencias mínimas de atención al cliente y su protección cuando se realicen pagos con criptoactivos.

#### Finanzas abiertas
Para el esquema de finanzas abiertas se fija el desarrollo de interfaces de programación (APIs) entre todos los actores del sistema financiero que son regulados por la CMF. Esto, con el fin de que cuando el cliente dé su consentimiento expreso, se pueda transferir la información entre una compañía a otra o se pueda realizar un pago. Una figura que se crea son los servicios de iniciación de pagos que podrán prestar servicios a los consumidores de la ejecución de pagos o transferencias a favor de terceros a través de las interfaces desarrolladas. 
Se modifica la ley de medios de pago con provisión de fondos permitiendo que emisores no bancarios puedan abrir cuentas para realizar transferencias de fondos sin la necesidad de emitir tarjetas y se permite a las sociedades de apoyo al giro bancario prestar servicios a instituciones no bancarias.
Cabe mencionar que en el año 2012 se inició en Chile la "Revolución fintech"; donde, a partir de ese año, una gran cantidad de empresas incipientes o "Startups" iniciaron sus actividades en el país ofreciendo productos o servicios innovadores, inexistentes hasta ese momento. Cumplo ofreció servicios de crowdlending y el 2013 Khipu lanzó un servicio de iniciación pagos basado en webscraping. Desde entonces, se iniciaron acciones legales o regulatorias por parte de los organismos de autoridad del país. El 2016 empresas como Buda.com, relacionadas al intercambio de criptodivisas o Welten fintech, que introdujo al país las tarjetas de crédito pre pagadas se vieron afectadas en su operación por el cierre de cuentas por parte de algunos bancos, por lo que la promulgación de la "Ley Fintech" reviste un gran avance para el desarrollo y expansión de tecnologías acorde con los tiempos actuales. 

## Crecimiento del sector fintech
En 2014, la inversión mundial en empresas fintech se triplicó respecto al año anterior, llegando a los 12.200 millones de dólares. Según un estudio de la empresa Accenture, una parte muy importante de estas inversiones se sitúa en Estados Unidos, pero destaca que Europa sea el mercado donde más crece este tipo de inversiones, con un registro de un aumento de un 215% en 2014 respecto al año anterior. Esto representa 1,480 millones de dólares.
Desde abril de 1992 hasta abril de 2020, se invirtieron más de 102.000 millones de dólares de capital riesgo en las tecnologías financieras de todo el mundo en 8.448 rondas de financiación. La mayoría de las inversiones de capital riesgo en fintechs comenzaron en 2014 y 2015. Hay miles de fintechs en todo el mundo. Las primeras se desarrollaron en Estados Unidos, luego en Europa y desde 2015 especialmente en China. De enero de 2017 a abril de 2020, el mayor número de rondas de financiación se produjo en el sector de las paytech, con 600 rondas de financiación y volúmenes medios por ronda de financiación de 49,89 m USD. De enero de 2017 a abril de 2020, se produjeron 466 rondas de financiación con capital riesgo en el sector del blockchain, 313 rondas de financiación en el sector de las criptomonedas y solo 99 rondas de financiación en el sector del crowdfunding.

## Desafíos y soluciones
Además de competidores establecidos, las empresas fintech a menudo enfrentan dudas por parte de reguladores financieros como bancos emisores y gobiernos nacionales.[47][48] En julio de 2018, la Administración Trump en los Estados Unidos emitió una declaración de política que permitía a las empresas fintech solicitar cartas bancarias nacionales de propósito especial de la Oficina del Contralor de la Moneda federal.[49] La preeminencia federal se aplica a la ley estatal con respecto a los bancos con carta federal.[50]
La seguridad de los datos es otro problema que preocupa a los reguladores debido a la amenaza de piratería informática, así como a la necesidad de proteger los datos financieros confidenciales de consumidores y empresas.[51][52] Las principales empresas fintech globales están recurriendo proactivamente a la tecnología en la nube para cumplir con regulaciones de cumplimiento cada vez más estrictas.[53]
La Comisión Federal de Comercio proporciona recursos gratuitos para que empresas de todos los tamaños cumplan con sus obligaciones legales de proteger los datos sensibles.[54] Varias iniciativas privadas sugieren que múltiples capas de defensa pueden ayudar a aislar y asegurar los datos financieros.[55]
En la Unión Europea, las empresas fintech deben adherirse a leyes de protección de datos, como el GDPR. Las empresas necesitan proteger proactivamente los datos de usuarios y empresas o enfrentar multas de 20 millones de euros, o en el caso de una empresa, hasta el 4% de su facturación global total.[56] Además del GDPR, las instituciones financieras europeas, incluidas las empresas fintech, deben actualizar sus departamentos de asuntos regulatorios con la Directiva de Servicios de Pago (PSD2), lo que significa que deben organizar su estructura de ingresos en torno a un objetivo central de privacidad.[57]
Cualquier violación de datos, por pequeña que sea, puede resultar en responsabilidad directa para una empresa (ver la Ley Gramm-Leach-Bliley)[58] y arruinar la reputación de una empresa fintech.[59]
El sector financiero en línea también es un objetivo creciente de ataques de extorsión de denegación de servicio distribuido.[60][61] Este desafío de seguridad también es enfrentado por empresas bancarias históricas, ya que ofrecen servicios al cliente conectados a Internet.[62]
Muchas tecnologías fintech tienen costos de inicio muy altos pero costos marginales muy bajos para agregar clientes adicionales, lo que efectivamente obliga a muchas empresas fintech a actuar como monopolios naturales.[63]

## Áreas o sectores fintech
Algunas de las áreas fintech más destacadas son:
- Banca móvil
- Big data y modelos predictivos
- Micromecenazgo
- Crédito
- Crowdlending[40]
- Criptomoneda y monedas alternativas
- Gestión automatizada de procesos y digitalización
- Pagos y transferencias
- Préstamos P2P
- Insurtech (Seguros)
- Regtech
- Seguridad y privacidad
- Servicios de asesoramientos financiero
- Sandbox
- Escrow